# Lac Fontana
Ne doit pas être confondu avec Lac Fontana (Caroline du Nord).
Le lac Fontana est un lac situé dans la province de Chubut en Patagonie argentine. 
Le lac, de forme allongée, se trouve dans la Cordillère des Andes et forme avec le lac la Plata une petite chaîne de deux lacs. Ces deux lacs ont une orientation ouest-est et sont situés à un peu plus de 900 mètres d'altitude, occupant un territoire en forme de doigt de gant pénétrant dans le territoire chilien. Le lac la Plata, le plus occidental des deux, déverse ses eaux dans le lac Fontana tout proche et situé à l'est du premier. 
À l'extrémité orientale du lac Fontana, les eaux mêlées des deux lacs donnent naissance au Río Senguerr.
Le lac Fontana est situé à quelque 35 kilomètres au nord du lac endoréique Coyte, ainsi qu'à 100 kilomètres au nord du bassin endoréique du lac Blanco et de la lagune Quilchamal, bassin qui couvre l'extrémité sud-ouest de la province de Chubut. 

## Le lac Fontana en chiffres
- Sa surface se trouve à une altitude de 925 mètres.
- Sa superficie est de 81 500 000 m2 soit 81,5 km2 (presque deux fois celle du lac du Bourget en France).
- Sa profondeur moyenne est de 79 mètres.
- Le volume d'eau contenu est de 6,439 milliards de mètres cubes.
- La longueur de ses rives est de 82,5 kilomètres.